# Roger De Clercq
Roger De Clercq (ur. 2 września 1930 w Nederzwalm, zm. 24 sierpnia 2014 w Aalst) – belgijski kolarz przełajowy i szosowy, srebrny medalista przełajowych mistrzostw świata.

## Kariera
Największy sukces w karierze Roger De Clercq osiągnął w 1964 roku, kiedy zdobył srebrny medal w kategorii elite podczas przełajowych mistrzostw świata w Overboelare. W zawodach tych wyprzedził go jedynie Włoch Renato Longo, a trzecie miejsce zajął Francuz Joseph Mahé. Był to jednak jedyny medal wywalczony przez De Clercqa na międzynarodowej imprezie tej rangi. Był też między innymi czwarty na mistrzostwach świata w Esch-sur-Alzette w 1962 roku oraz rozgrywanych trzy lata później mistrzostwach świata w Cavarii. W pierwszym przypadku w walce o podium lepszy okazał się André Dufraisse z Francji, a w drugim pokonał go Włoch Amerigo Severini. Wielokrotnie zdobywał medale przełajowych mistrzostw kraju, w tym trzy złote. Startował także na szosie, gdzie jego największymi osiągnięciami były trzecie miejsca w Ronde van België amatorów w 1953 roku i GP du Brabant Wallon w 1960 roku. Nigdy nie wystąpił na igrzyskach olimpijskich. W 1969 roku zakończył karierę.
Jego brat, René oraz bratanek, Mario również zostali kolarzami.